# Кожин, Владимир Игоревич
Влади́мир И́горевич Ко́жин (род. 28 февраля 1959 года, Троицк Челябинской области) — российский государственный деятель. Сенатор Российской Федерации от города Москвы (с 2018), на данный момент заместитель председателя Комитета Совета Федерации по конституционному законодательству и государственному строительству, помощник Президента Российской Федерации по вопросам военно-технического сотрудничества (2014—2018). Управляющий делами Президента Российской Федерации (2000—2014).
Из-за поддержки нарушения территориальной целостности Украины во время российско-украинской войны находится под персональными международными санкциями  Евросоюза, США, Великобритании и ряда других стран.

## Биография
1976 год — окончил школу. МБОУ «ООШ № 4»
1976—1982 годы — студент Ленинградского электротехнического института им. В. И. Ульянова (Ленина) (ЛЭТИ). По окончании института получил специальность инженера. Защитил диплом по теме «Импульсные характеристики высоковольтных транзисторов на основе слаболегированного арсенида галлия».
1982—1986 годах — инструктор и заведующий отделом Петроградского райкома ВЛКСМ (Ленинград).
1986—1989 годы — инженер, старший инженер и главный специалист НПО «Азимут».
1989—1990 годы — стажировался в ФРГ в Высшей коммерческой школе Академии внешней торговли.
В 1990 году создал в НПО «Азимут» отдел внешнеэкономических связей.
В 1991 году директор российско-польского совместного предприятия «Азимут Интернэшнл» (Azimut International Ltd).
1993—1994 годы — генеральный директор Ассоциации совместных предприятий Санкт-Петербурга.
С 1994 года — начальник Северо-Западного регионального центра Федеральной службы России по валютному и экспортному контролю (ФСВЭК России).
В 1999 году окончил Северо-Западную академию государственной службы.
С 20 сентября 1999 года по 12 января 2000 года — руководитель Федеральной службы России по валютному и экспортному контролю (Москва).
С 12 января 2000 года по 12 мая 2014 года — управляющий делами Президента Российской Федерации. В 2005 году в Санкт-Петербургском университете экономики и финансов защитил кандидатскую диссертацию по теме «Валютная политика банка России и экономический рост».
С 12 мая 2014 года по 13 июня 2018 года — помощник Президента Российской Федерации по вопросам военно-технического сотрудничества.

## Работа в консультационных и координационных органах при Президенте Российской Федерации
- С 5 августа 2000 года[6] — член Российского организационного комитета «Победа». (переназначался в состав комитета 27 апреля 2002 года[7], 21 июля 2003 года[8], 5 июля 2004 года[9], 23 марта 2006 года[10], 11 августа 2007 года[11], 4 сентября 2008 года[12])
- С 20 декабря 2004 года — руководитель организационного комитета по подготовке основных мероприятий, связанных с празднованием 60-летия Победы в Великой Отечественной войне 1941—1945 годов с участием глав иностранных государств и официальных делегаций[13].
- С 18 июня 2007 года — председатель организационного комитета по созданию Президентской библиотеки имени Б. Н. Ельцина[14].
- С 26 сентября 2007 года — член Совета и член президиума Совета при Президенте Российской Федерации по развитию физической культуры и спорта, спорта высших достижений, подготовке и проведению XXII зимних Олимпийских игр и XI зимних Параолимпийских игр 2014 года в г. Сочи[15] (переназначен в состав совета и президиума совета 5 сентября 2008 года[16])
- С 5 декабря 2007 года — член Организационного комитета по подготовке и обеспечению председательства Российской Федерации в форуме «Азиатско-тихоокеанское экономическое сотрудничество» в 2012 году[17] (переназначен в состав комитета 31 августа 2008 года[18])
- С 2007 года — член Организационного комитета по подготовке и обеспечению председательства Российской Федерации в Шанхайской организации сотрудничества в 2008—2009 годах[19].

## Спортивная деятельность

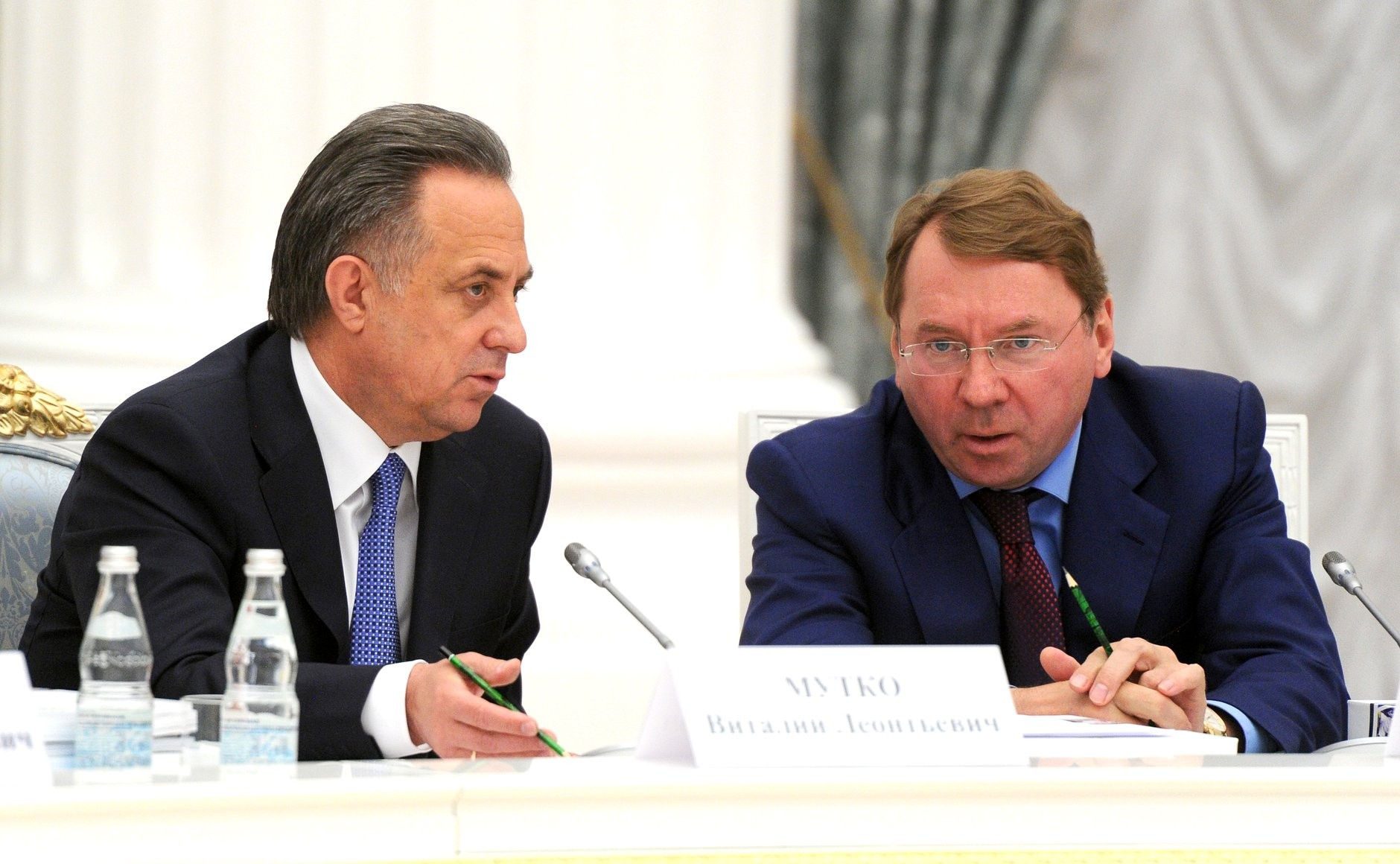
Министр спорта Виталий Мутко и Владимир Кожин на заседании Совета по развитию физической культуры и спорта. 2 июня 2015 года

С 29 сентября 2004 года — председатель Совета президентов Ассоциации зимних олимпийских видов спорта.
С 22 декабря 2005 года — первый вице-президент, затем — вице-президент Олимпийского комитета России.
С 2007 года — член Наблюдательного совета Оргкомитета «Сочи-2014».
Членом попечительского совета Всероссийского физкультурно-спортивного общества «Динамо».
Увлекается теннисом, баскетболом и горнолыжным спортом.

## Обвинения в коррупции
По данным «Новой газеты», в 2009 г. приобрёл 77 100 кв. м. земли на живописном берегу Москвы-реки в 25 км от столицы по цене $50 за сотку (при том что реальная стоимость сотки в этом районе — от $50000).

## Член Совета Федерации
19 сентября 2018 года переизбранный на новый срок мэр Москвы Сергей Собянин наделил Владимира Кожина полномочиями члена Совета Федерации от Москвы — представителя исполнительной власти.

## Санкции
24 марта 2022 года, на фоне вторжения России на Украину, внесён в санкционный список Канады «соратников режима» за «содействие в нарушения суверенитета и территориальной целостности Украины».
30 сентября 2022 года внесён санкционный список Соединённых Штатов Америки «за аннексию Путиным регионов Украины» и одобрения закона о фейках. Государственный департамент отмечает что сенаторы  «проголосовали за одобрение просьбы Путина о вводе войск в Украину, что послужило неоправданным предлогом для полномасштабного вторжения России в Украину».
16 декабря 2022 года включён в санкционный список Евросоюза, так как «поддерживал и реализовывал действия и политику, которые подрывают территориальную целостность, суверенитет и независимость Украины и еще больше дестабилизируют Украину», в частности, он голосовал за ратификацию договоров о дружбе с самопровозглашёнными ЛНР и ДНР
По аналогичным основаниям находится в санкционных списках Великобритании, Швейцарии, Австралии, Украины и Новой Зеландии.

## Награды
- Почетная грамота Правительства Российской Федерации (28 февраля 2019) — за достигнутые трудовые успехи и многолетнюю добросовестную работу[33]
- Орден Александра Невского (5 марта 2014) — за достигнутые трудовые успехи, значительный вклад в социально-экономическое развитие Российской Федерации, заслуги в гуманитарной сфере, укреплении законности и правопорядка, реализации внешнеполитического курса Российской Федерации, многолетнюю добросовестную работу и активную общественную деятельность[34]
- Приз «За поддержку театрального искусства России» Национальной театральной премии «Золотая маска» (2010)[35]
- Орден Дружбы (2010)
- Орден «За заслуги перед Отечеством» IV степени (15 октября 2009) — за большой вклад в реконструкцию памятников исторического и культурного наследия, создание объектов федерального значения в городе Санкт-Петербурге[36]
- Почётная грамота Президента Российской Федерации (16 февраля 2009)— за большой вклад в обеспечение деятельности Президента Российской Федерации и многолетнюю добросовестную работу[37]
- Благодарность Президента Российской Федерации (6 августа 2007) — за активное участие в работе по обеспечению победы заявки города Сочи на право проведения XXII зимних Олимпийских и XI Паралимпийских игр в 2014 году[38]
- Орден «За заслуги перед Отечеством» II степени (30 октября 2006) — за большой вклад в подготовку и проведение встречи глав государств и правительств стран — членов «Группы восьми» в городе Санкт-Петербурге[39]
- Орден «За заслуги перед Отечеством» III степени (2005)
- Лауреат Государственной премии Российской Федерации 2003 года в области науки и техники (9 сентября 2004) — за создание государственного комплекса «Дворец конгрессов» на базе памятника истории, культуры и архитектуры XVIII века дворцово-паркового ансамбля «Стрельна», (Санкт-Петербург)[40]
- Орден Почёта (2003)

Награды РПЦ
- Орден преподобного Серафима Саровского I степени (2014)[41]
- Орден преподобного Сергия Радонежского I степени (2012)[42]
- Орден преподобного Сергия Радонежского II степени (2007)[43]
- Орден святого благоверного князя Даниила Московского III степени (2002)[44]

## Классный чин
- Действительный государственный советник Российской Федерации 1 класса (21 ноября 1999 года)[45]

## Семья
От первого брака с женой Аллой есть сын Игорь (род. 1985), женатый на Кожиной Екатерине Игоревне.
В июле 2014 года женился вторым браком на солистке музыкальной группы «Мобильные блондинки» и победительнице конкурса «Мисс Земля-2013», «Supermodel of Russia-2005» Олесе Бословяк. На церемонии присутствовал премьер-министр РФ Дмитрий Медведев, бывший долгое время начальником жениха. Дочь Алёна (род. 2016).